# 1357
| 1357               |
| ------------------ |
| Dødsfald - Fødsler |
|                    |

| Gregoriansk kalender | 1357 MCCCLVII           |
| Ab urbe condita      | 2110                    |
| Armensk kalender     | 806 ԹՎ ՊԶ               |
| Kinesiske kalender   | 4053 – 4054 丙申 – 丁酉 |
| Etiopisk kalender    | 1349 – 1350             |
| Jødisk kalender      | 5117 – 5118             |
| Hindukalendere       |                         |
| - Vikram Samvat      | 1412 – 1413             |
| - Shaka Samvat       | 1279 – 1280             |
| - Kali Yuga          | 4458 – 4459             |
| Iransk kalender      | 735 – 736               |
| Islamisk kalender    | 758 – 759               |

Konge i Danmark: Valdemar 4. Atterdag 1340-1375
Se også 1357 (tal)

## Begivenheder
- 9. juli - fundamentet til Karlsbroen i Prag lægges med den tysk-romerske kejser Karl 4.'s hjælp